# Na-Skałce-Hütte
Die Na-Skałce-Hütte (pl. Schronisko Na Skałce) liegt auf einer Höhe von 852 m ü. NN in Polen in den Beskiden auf dem östlichen Berghang des Turbacz.

## Zugänge
Die Hütte ist u. a. zu erreichen:
- ▬ von Jaworzyna Kamienicka auf dem grün markierten Wanderweg
- ▬ von Polana Przysłop Dolny auf dem gelb markierten Wanderweg

### Gipfelbesteigungen
Gipfel in der näheren Umgebung der Hütte sind:
- Turbacz (1310 m)
- Gorc (1228 m)